# الدعارة في أنغولا
الدعارة في أنغولا غير قانونية ومنتشرة منذ التسعينيات. وازدادت الدعارة بشكل أكبر في نهاية الحرب الأهلية في عام 2001. لا يتم تطبيق الحظر باستمرار. تمارس العديد من النساء الدعارة بسبب الفقر. تشير التقديرات في عام 2013 إلى وجود حوالي 33000 عاملة في مجال الجنس في البلاد. تدخل العديد من النساء الناميبيات البلاد بشكل غير قانوني، غالبًا عبر بلدية كوروكا الحدودية، ويسافرن إلى مدن مثل أوندجيفا ولوبانغو ولواندا للعمل في الدعارة.